# Латиф Чичић
Латиф Чичић (10. јул 1943, Пријепоље) је бивши професионални фудбалер и тренер.

## Каријера
Рођен у Пријепољу, Чичић је почео да игра фудбал у клубу из околине свог родног града ФК ФАП у млађим категоријама. Након две године у млађим категоријама заиграо је за сениорску селекцију ФК ФАП и тамо провео једну сезону. Након тога се прикључује ФК Слога Краљево 1964. године и за њих одиграо четири сезоне у Друга савезна лига Југославије у фудбалу. Касније прелази у редове ФК Партизан, један од највећих клубова у тадашњој ФНРЈ где је одиграо једну сезону и забележио укупно 44 наступа. Године 1969. Чичић се враћа у ФК Слога Краљево и за њих наступа још четири сезоне. Затим, 1973. године напушта своју земљу и прелази у редове Западно Немачког клуба Спортски клуб Алзенборн, у клуб који је 70-иx година покушавао да избори промоцију у 2. Бундеслига Њемачке у фудбалу. Тамо је остао следећих пет година. Након тога постаје тренер и завршава своју професионалну фудбалску каријеру у Спортски клуб Алзенборн, Западна Немачка 1978. године

## Стил игре
Чичић је био одбрамбени играч. Већином своје каријере играо је као десни бек, док је крајем своје професионалне фудбалске каријере играо и на позицији централног бека.